# Lycée Rosa-Parks
Le lycée Rosa Parks de Montgeron (Essonne) est un établissement public local d'enseignement secondaire fondé en 1946 en tant que centre pilote expérimental rattaché initialement au lycée Henri-IV.

## Historique
À la Libération, la maire de Montgeron Josèphe Jacquiot propose d'expérimenter dans sa ville le plan de réforme du système éducatif français élaboré par la commission Langevin-Wallon instituant une éducation nouvelle. Elle reçoit le soutien de Gustave Monod, alors chargé de la direction de l’enseignement secondaire au sein du ministère de l’Éducation nationale. C'est le 3 octobre 1946 que le château de Montgeron, racheté par l'État à son dernier propriétaire, Fernand Latour, accueille une annexe du lycée Henri-IV parisien, dirigée jusqu’à sa mort prématurée par l'historien et pédagogue Alfred Weiler (1901-1961). Le château abrite les salles de classe, la ferme sert de gymnase et d’atelier, le parc fournit une immense cour de récréation. C'est un des premiers lycées mixtes de France.
Gustave Monod président des Éclaireurs de France (EDF) avait suscité et suivi l'expérience du lycée de Montgeron où le scoutisme et les méthodes actives furent un temps intégré dans un programme pilote national, évoquant l'École des Roches. Mais au sein des EDF cette expérience qualifiée de "bourgeoise" fut très critiquée[réf. souhaitée] et le scoutisme laïque retira de facto son appui.
Jusqu'en 1965, de nouvelles constructions donnent au « lycée-pilote » (statut officiel à partir de 1952) l'espace nécessaire : bâtiments d’enseignement groupés le long de l’axe principal de l’ancien domaine seigneurial ; fonctions pratiques, administration et logements répartis le long de l’avenue de la République et de la rue Raymond-Paumier.
Dès la rentrée 1955, le lycée de Montgeron devient autonome. Des objectifs nouveaux ont permis au cours de ces années de faire naître un climat éducatif unique. La finalité de l’enseignement dépassait les simples apprentissages et visait une éducation de la personnalité, facilitant l'accès des élèves à l’autonomie et à la responsabilité, à la découverte des aptitudes et au développement de la sensibilité. Ces objectifs, révolutionnaires en 1946, conduisirent à des innovations multiples dans les pratiques pédagogiques.
Jusqu'au début des années 1980, l'établissement est un foyer significatif de recherche en pédagogie, constituant un terrain d’expérimentation pour un certain nombre de projets officiels, mais aussi de nombreuses initiatives prises par les équipes éducatives qui reçoivent ensuite l’appui de l’administration et des opérateurs comme l'Institut national de recherche pédagogique (INRP) et le Centre international d'études pédagogiques (CIEP) qui facilite les appariements internationaux.
L'établissement est le premier à enseigner le chinois et à proposer une option « cinéma et audiovisuel ».

### Dénomination actuelle
A l’occasion de sa rénovation en 2010, le conseil d’administration du lycée s’est réuni le 18 février 2010 et a proposé à la région le nom de Rosa Parks, figure emblématique de la lutte contre la ségrégation raciale aux États-Unis. 
La ville de Montgeron, lors du conseil municipal du 25 mars 2010, a rendu un avis favorable pour cette dénomination. Celle-ci a été votée en commission permanente de la région Île-de-France le 15 octobre 2010. Le lycée de Montgeron prend donc le nom de Rosa Parks après cette date.

## Offre éducative actuelle

### Baccalauréat général
Le lycée prépare au baccalauréat général. Depuis la réforme de 2018, les élèves de seconde générale et technologique font le choix de trois enseignements de spécialité en première générale, dont ils ne conservent que deux en terminale générale. Pour l'année scolaire 2023-2024, le lycée Rosa Parks proposait les enseignements de spécialité suivants :
- Arts plastiques
- Cinéma audiovisuel
- Théâtre
- Histoire-Géographie, Géopolitique et Sciences Politiques (HGGSP)
- Humanité, Littérature et Philosophie (HLP)
- Mathématiques
- Langues, Littératures, et Civilisations Étrangères (LLCE) : Espagnol, Anglais et Anglais monde contemporain
- Physique-Chimie
- Sciences de l'Ingénieur (SI)
- Sciences de la Vie et de la Terre (SVT)
- Sciences Économiques et Sociales (SES)
- Numérique et Sciences de l'Informatique (NSI).

Une option Droits et Grands Enjeux du Monde Contemporain (DGEMC) est également proposée aux élèves de terminale générale, ainsi que les options Théâtre et Musique dès la seconde.

### Baccalauréat technologique
Le lycée prépare au baccalauréat technologique au travers de deux séries:
- Série STI2D, avec le choix parmi trois spécialités: Énergies et Environnement (EE), ou Innovation Technologique et Éco-Conception (ITEC), ou Systèmes d'information et numérique (SIN).

- Série STMG, avec le choix parmi quatre spécialités : Gestion et finance, ou Systèmes d'information et de gestion, ou Ressources humaines et communication, ou Mercatique.

#### Langues vivantes
Le lycée propose l’enseignement de cinq langues vivantes étrangères : l’anglais, l’allemand, le portugais, l’espagnol et le chinois. Les équipes pédagogiques peuvent être amenées à organiser des voyages des échanges internationaux, ainsi que des sorties.

### Enseignement supérieur
Le lycée propose des sections d'enseignement supérieur :
- Trois filières de Brevet de Technicien Supérieur (BTS) : Gestion de la PME, Support à l'action managériale, et Comptabilité et gestion.
- Une classe préparatoire aux études supérieures (CPES) : Classe d'Approfondissement en Arts Plastiques (CAAP).

### Centre médical et pédagogique
Le centre médical et pédagogique (CMP) de Varennes-Jarcy peut accueillir 60 jeunes en hospitalisation à temps complet et 15 en hôpital de jour pour des périodes allant généralement de 3 mois à 1 année pour des polytraumatismes et des maladies graves. Géré par la Fondation santé des étudiants de France, il est rattaché au lycée de Montgeron pour son volet scolaire, de la 6e au BTS. Outre le pôle pédagogique, le centre est composé d'un pôle médical. Des ateliers artistiques sont proposés régulièrement aux patients.

## Liste des proviseurs
- De 1946 à 1961 : Alfred Weiler[11]
- De 1961 à 1962 : René Haby
- De 1972 à 1982 : Joseph Berthon[12]

- De 2004 à 2017 : Pascal Allemandou (d)[13]
- Depuis 2017 : Christian Vandeporta (d)[14]

## Enseignants et élèves remarquables
- Geneviève Pastre (1924-2012), professeure de lettres et de philosophie, écrivaine, poétesse, militante, chercheuse indépendante en histoire, sociologie, anthropologie, philosophie[15], autrice du livre Mémoires Vives du Lycée de Montgeron
- Bernard Le Clerc de La Herverie (d) (1920-2014), professeur de mathématiques, ornithologiste et astronome, et auteur d'ouvrages pour les jeunes[16].
- Bernard Zimmermann (d) (1940- ), professeur d'histoire et géographie de 1973 à 2000, animateur du Club Unesco à partir de 1991, romancier et auteur du livre Le Lycée de Montgeron (1946–2008) Repères pour une histoire[17]
- Margarita Perea Zaldívar (d), professeure de communication en BTS et écrivaine[18]